# Ich kann nicht schlafen
Ich kann nicht schlafen ist ein Spielfilm von Claire Denis aus dem Jahr 1994. Er entstand in französisch-deutsch-schweizerischer Koproduktion.

## Handlung
Paris ist für alte Damen ein unsicheres Pflaster geworden, geht doch ein Mörder um, der Rentnerinnen tötet.
Die junge Daiga kommt aus Litauen per Auto nach Paris, da ein Theaterregisseur ihr eine Rolle in einem Stück angeboten hat. Das Stück wurde nun angeblich abgesetzt. Daiga wird vom Regisseur auf ein Engagement im nächsten Jahr vertröstet. Sie wendet sich an ihre Großtante Mina, die sie im Hotel ihrer Freundin Ninon unterbringt. Daiga darf im Hotel wohnen und arbeitet dafür als Putzfrau. So lernt sie indirekt den schwulen Travestiekünstler Camille kennen, der mit seinem Freund Raphaël eines der Zimmer bewohnt.
Camille ist der Bruder von Théo, der in Trennung von seiner Frau Mona lebt und sich um den gemeinsamen Sohn Harry kümmert. Mona kehrt überraschend zu Théo zurück, doch kommt es bald mal wieder zum Streit, da Théo wie der große Rest seiner Familie auf Martinique leben will. Mona wird ihm nicht folgen und will auch Harry bei sich behalten. Als Théo eines Abends zu einem Auftritt mit seiner Band unterwegs ist, holt Mona Harry heimlich zu sich.
Daiga will ihren Wagen, einen Oldtimer, verkaufen, entdeckt jedoch während der Probefahrt mit einem Kunden das Auto des Theaterregisseurs. Sie rammt den Wagen mehrfach. Der Kunde ist irritiert, als der Regisseur dennoch die Schuld für den Unfall auf sich nimmt. Auf der Polizeiwache entdeckt Daiga einen Steckbrief, auf dem Camille und Raphaël gesucht werden: Beide sind die Rentnerinnenmörder und finanzieren sich über die mit dem Mord verbundenen Diebstähle ihr Leben. Nur einmal ging ein Mord schief, das Opfer überlebte und kann nun beide beschreiben. Daiga folgt Camille heimlich, bis er schließlich von einer Streife verhaftet wird. Anschließend durchsucht sie Camilles Hotelzimmer, findet das von den Raubzügen versteckte Geld, das sie an sich nimmt, und fährt mit ihrem Wagen los. Mona, die vom schlechten Gewissen getrieben Harry zurückbringen will, erfährt von Nachbarn, dass Théo auf die Polizeiwache gebracht wurde. Hier wird er zu seinem Bruder befragt, der alle Morde an Rentnerinnen zugibt. Théo darf nach einer Weile die Wache verlassen und geht nach Hause. Währenddessen wurde auch Raphaël verhaftet und wird nun auf die Wache gebracht.

## Produktion
Ich kann nicht schlafen beruht auf der Geschichte des Massenmörders Thierry Paulin, der 1987 insgesamt 18 alte Frauen tötete und 1989 im Gefängnis im Alter von 25 Jahren verstarb. Denis kannte Personen, die Paulin kannten, und machte sich über Presseartikel mit dem Fall bekannt. Es war nach Chocolat – Verbotene Sehnsucht und Scheiß auf den Tod der dritte Spielfilm, den Claire Denis als Regisseurin umsetzte. Die Dreharbeiten fanden 1993 in Paris statt. Die Kostüme schuf Claire Fraisse, die Filmbauten stammten von Arnaud de Moleron und Thierry Flamand.
Ich kann nicht schlafen erlebte am 18. Mai 1994 im Rahmen der Internationalen Filmfestspiele von Cannes seine Premiere und kam am 25. Mai 1994 in die französischen Kinos. Am 4. Mai 1995 lief der Film auch in den deutschen Kinos an, wurde am 4. Juni 1996 auf West 3 erstmals im Fernsehen gezeigt und erschien im Februar 1996 auf Video sowie im April 2011 auf DVD.

## Kritik
Für den Filmdienst war Ich kann nicht schlafen ein „beiläufig erzählter, leise dahinfließender Film, der eine Reihe kleiner Geschichten aneinanderreiht, die erst nach einiger Zeit eine komplexe Großstadtgeschichte ergeben.“ Der Film sei „[h]intergründige Unterhaltung zu den Themen Hoffnungslosigkeit und Sinnsuche.“ Der Film „mäandert betont ziellos dahin und langweilt“, konstatierte Cinema und fasste zusammen: „Halbgarer Mix aus Krimi und Milieustudie“. Jan Künemund schreibt im sissymag: "Die großen Gefühle sind da, viele Figuren, die nicht ohne einander und nicht miteinander leben können, Liebe, Trennungen, sogar ein Serienkiller geht um. Doch das ist nur angedeutet, aufgehoben in Stimmungen und Atmosphären, in Songs, Tänzen, der Art und Weise, wie jemand eine Jacke anzieht, in den Blicken, mit denen die Außenseiter dieses Films begafft werden."

## Auszeichnungen
Agnès Godard wurde 1994 auf dem Filmfestival Camerimage für den Goldenen Frosch nominiert. Bei der César-Verleihung 1995 erhielt Line Renaud eine Nominierung als Beste Nebendarstellerin.